# Arua

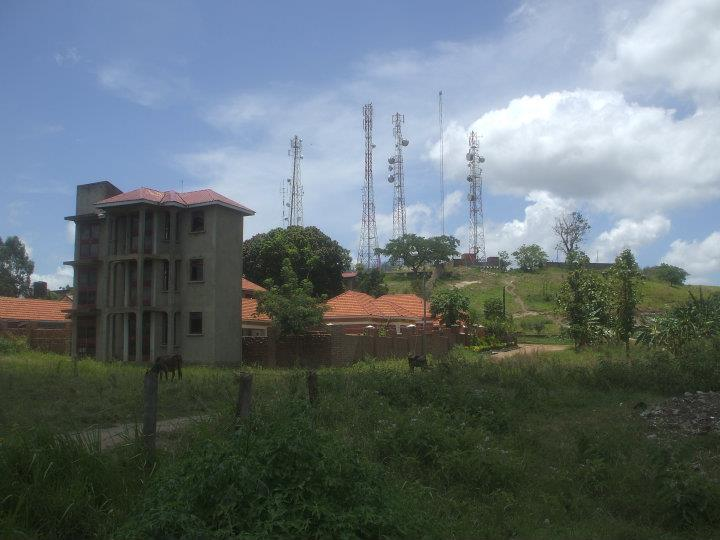
Arua domb

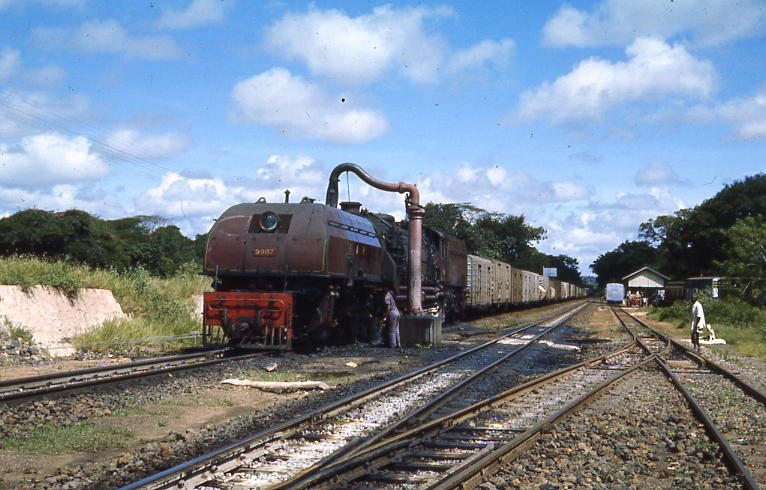
Egy dízelvonat nem messze Aruától

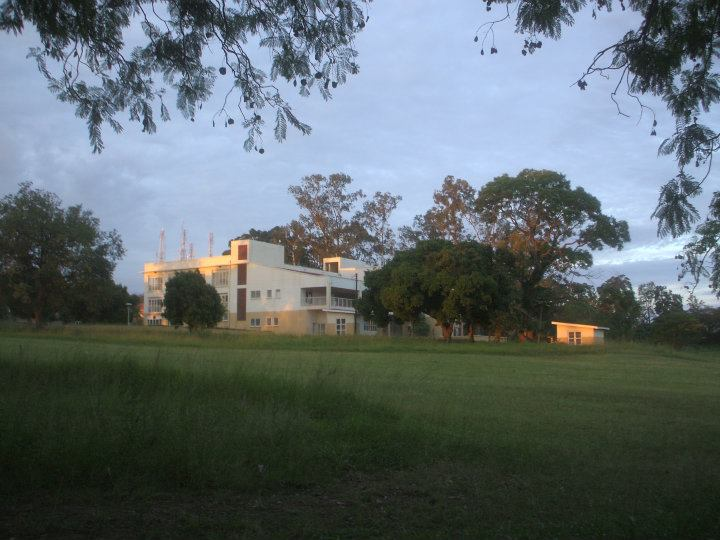
West Nile Golf Klub épülete

Arua egy város Észak-Ugandában, Arua kerületben. Fontos kereskedelmi város és központ. Sok Dél-Szudánból és a Kongói Demokratikus Köztársaságból érkező menekültnek ez az első olyan település ahol könnyen elsősegélyhez juthatnak.

## Neve
Az Aru-a szó a lugbara nyelvben azt jelenti:börtönben, és ezt a szót használták arra a dombra, ahol a gyarmatosítók a fogvatartottakat őrizték (Arua Domb). Mivel a dombon ma nagyszabású fejlesztések folynak, a börtönmaradványokat már nem látjuk. A beruházások előtt szarvasmarha-legeltetésre és ökölvívás gyakorlásra használták a területet.
A település a dombtól északra van, amely a róla kapta a hivatalos nevét 1914. június 14-én

## Földrajz
A város 470 kilométerre helyezkedik el Uganda fővárosától Kampalától, (ez a legtávolabbi város a fővárostól) és 195 kilométerre Uganda második legnagyobb városától, Gulutól. Északnyugat-Uganda központja, és egyben legnagyobb városa.
Arua székhelye volt a Nyugat-Nílus provinciának. Bár a tartomány felbomlott Arua, Nebbi és Moyo megyékre, a város megmaradt Arua megye székhelyének. Voltak viták, hogy a település legyen központja egy másik megyének, Lado Enclavenak, lehet, hogy azért voltak ezek, hogy ne keverjék a várost és megyét.
A város területén elhelyezkedő legmagasabb pont, a várostól délre elhelyezkedő, nagy múltú Arua domb. Ma ezen a dombon rádióállomás van.

## Népesség és lakosság
A népszámlálások és a különböző intézmények becslései szerint Arua népessége a következőképpen alakult:1981-ben 9 663-an, 1991-ben 22 217-en, 2002-ben 45 883-an 2007-ben 63 001-en, de 2011-ben pedig sokan csökkenést becsültek 59 400 fővel.
A legtöbben Arua megyében a lugbara nyelvet beszélik, ámbár ez nem tartozik a hivatalos nyelvek közé.

## Közlekedés
Sok autóbusz szállítja az utazókat a fővárosba, Kampalába. Ez az út átlagosan 7 óra hosszú. A múltban naponta csak egy járat indult, reggel fél hatkor, és az út 9 óra volt. De ez nem csoda, hiszen azóta az egész utat leaszfaltozták.
Az Aruai repülőtér a második legfelkapottabb repülőtér Ugandában, az Entebbei nemzetközi repülőtér után. Az ugandai vasút egyik ága érinti a települést. Ezt a szárnyvonalat 1964-ben, tehát 2 évvel a függetlenedés után építették.

## Intézmények, áruházak
- Arua megyei közgyűlés
- Arua város polgármesteri hivatal
- Toyota áruház
- Yamaha áruház
- Városi piac
- Arua Pláza
- West Nile Golf Klub
- Bank of Africa

## Fordítás
- Ez a szócikk részben vagy egészben  az   Arua Arua című angol Wikipédia-szócikk fordításán alapul.  Az eredeti cikk szerkesztőit annak laptörténete sorolja fel. Ez a jelzés csupán a megfogalmazás eredetét és a szerzői jogokat jelzi, nem szolgál a cikkben szereplő információk forrásmegjelöléseként.

1. ↑  https://www.ubos.org/wp-content/uploads/2024/12/National-Population-and-Housing-Census-2024-Final-Report-Volume-1-Main.pdf